# Metrobús Florencio Varela
Metrobús Florencio Varela (Metrobús Mosconi dentro del municipio de Quilmes) es el séptimo ramal perteneciente a la red de Metrobús del Gran Buenos Aires, se encuentra ubicado en la localidad homónima. Fue inaugurado el 25 de septiembre de 2019.

## Historia
Su construcción comenzó en julio de 2018, y aunque las obras pararon a finales de ese año, retomaron a principios del 2019.
La obra comenzó en el tramo que va desde la Rotonda de Berraymundo hacia el centro de Varela, y luego se llevó a cabo la construcción hacia el lado de la Avenida Monteverde los vecinos lo impidieron alegando que se modificaría demasiado la plazoleta central de la avenida.
También se dieron confrontaciones entre el Gobierno nacional encargado de la obra y el municipio, por la falta de obras en los desagües pluviales de diversas intersecciones que provocarían que se inunde la avenida y las zonas aledañas cuando hayan tormentas fuertes. También se criticó que la presidencia llevó gente ajena al municipio en micro para el acto de inauguración producida el 25 de septiembreDesde su inauguración el Metrobús  ha enfrentado problemas de abandono y falta de mantenimiento. Algunas de las quejas incluyen el deterioro de las instalaciones, como la falta de cobertores en las paradas y el riesgo que esto implica para la seguridad, especialmente durante la noche. Además, se han reportado problemas de inundaciones y embotellamientos en la zona. Pocas semanas después de su inauguración ya se encontraban veredas rotas, baldosas salidas, pintura descascarada, filtraciones en los techos de las paradas y falta de luz, así como ausencia de asientos y falta de cestos de basura. 

## Descripción
Cuenta con una extensión de 3,2 kilómetros, pose paradas en las cles Sperandío, Las Américas, Dardo Rocha, El Fortín Senzabello Manuel Dorrego y un último tramo desde Rotonda de Berraymundo al Bicho Canasto
Se observa abandono en las paradas, con faltantes de cobertores que exponen instalaciones eléctricas y representan un peligro, especialmente para los peatones.
A pesar de su nombre, uno de los paradores Monteverde mano al norte, se encuentra ubicado en el municipio de Quilmes. Ahí, el metrobús cambia de nombre pasando a llamarse "Metrobús Mosconi".
Las líneas que operan sobre el corredor son las siguientes: 79 129 148 178 324 383 403 500 502 503 505 506 507 508 509 512. También se inauguró un nuevo ramal de la línea 503, denominado "R" que unirá la zona norte del distrito desde el barrio Villa Aurora, con la zona sur rural, en la localidad de La Capilla.